# Susie Taylor
Susie  Baker King Taylor, née le 5 août 1848 dans le comté de Liberty dans l'État de la Géorgie et morte le 6 octobre 1912 à Boston  dans l'État du Massachusetts, est une Américaine connue pour avoir été la première infirmière afro-américaine de l'armée américaine. Elle a rendu ses services aux soldats d'un régiment noir de l'Union Army durant la guerre de Sécession. Elle est aussi réputée être parmi les premiers enseignants noirs à ouvrir une école pour les esclaves fugitifs et, après la guerre, pour des anciens esclaves. Son mémoire, Souvenirs de ma vie au camp avec les 33e Troupes de couleur des États-Unis, autrefois Premier Régiment des soldats volontaires de Caroline du Sud (en anglais : Reminiscences of My Life in Camp with the 33d United States Colored Troops, Late 1st S.C. Volunteers), est un important témoignage historique décrivant les conditions de vie des soldats noirs au sein de l'armée nordiste pendant la guerre de Sécession.

## Biographie

### Jeunesse et formation
Susan Ann ("Susie") Baker est née en 1848, dans la condition d'esclave au sein d'une grande plantation de l'île de Wight située dans le comté de Liberty, sur la côte Atlantique de la Géorgie. Elle est l'aînée des neuf enfants de Hagar Ann Reed et de Raymond Baker, deux esclaves. Sa grand-mère maternelle est Dolly Reed, une femme d'ascendance amérindienne née en 1820 qui a épousé Fortune Lambert Reed,,,.
Lorsque la fillette a sept ans, le maître de la plantation l'autorise elle et son frère à vivre chez sa grand-mère, Dolly Reed, à Savannah, grande ville portuaire à 61 kilomètres (38 miles) de l'île de Wight. Des femmes noires de Savannah lui apprennent à lire et à écrire en secret, les lois de la Géorgie interdisant tout droit à l'instruction pour les esclaves. Cela dit une camarade blanche lui donne également, secrètement, des leçons ,,. 
Parmi ces femmes figure la mère Mathilda Beasley (en), une des premières religieuses catholiques noires du pays,,,,,.

### Carrière

#### La guerre de Sécession (1861-1865)

##### Se réfugier

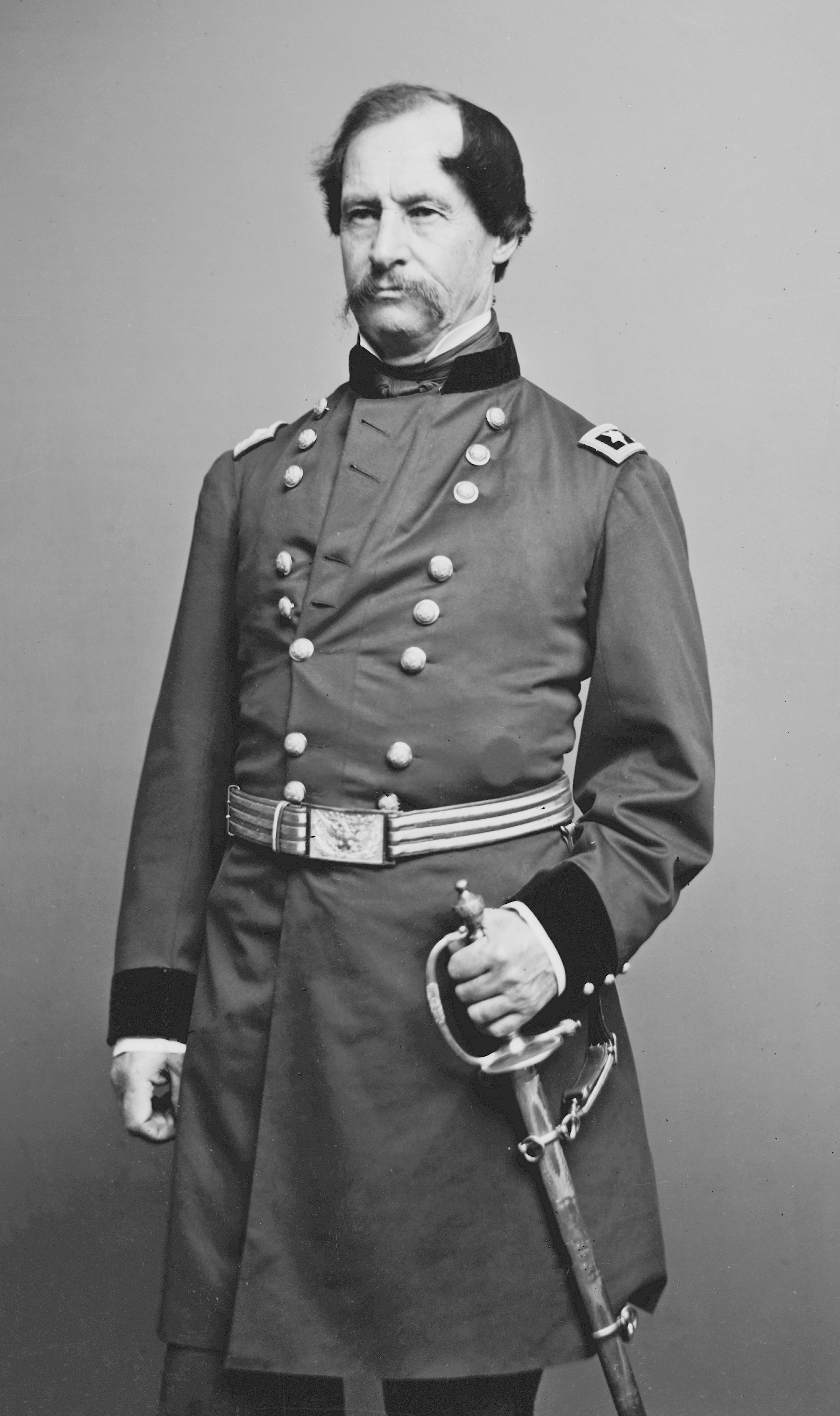
Photographie du général David Hunter

En avril 1862, l'armée de l'Union, s’empare de Fort Pulaski tenu par les l'armée des confédérés. Ce fort est au large des côtes de la Géorgie, non loin de Savannah, Susie Baker peut entendre le grondement des canons de sa chambre. Quand le brigadier général, David Hunter déclare l'émancipation des esclaves, Susie Baker et sa famille, aidées par son oncle en profitent pour se réfugier à l'île de Saint-Catherine Island,,. 

##### Les débuts d'enseignante
Plus tard, une canonnière de l'Union débarque une trentaine d'Afro-Américains au sud de l'île voisine de St. Simons.  Quand les officiers de l'Union apprennent la présence d'une jeune noire de 13 ans sachant lire et écrire, ils lui demandent de tenir le rôle d'une enseignante auprès des 40 enfants noirs réfugiés. Une fois les manuels scolaires livrés, la jeune Susie Baker donne des cours quotidiennement aussi bien aux enfants qu'aux adultes,.

##### Le 1st South Carolina Volunteers

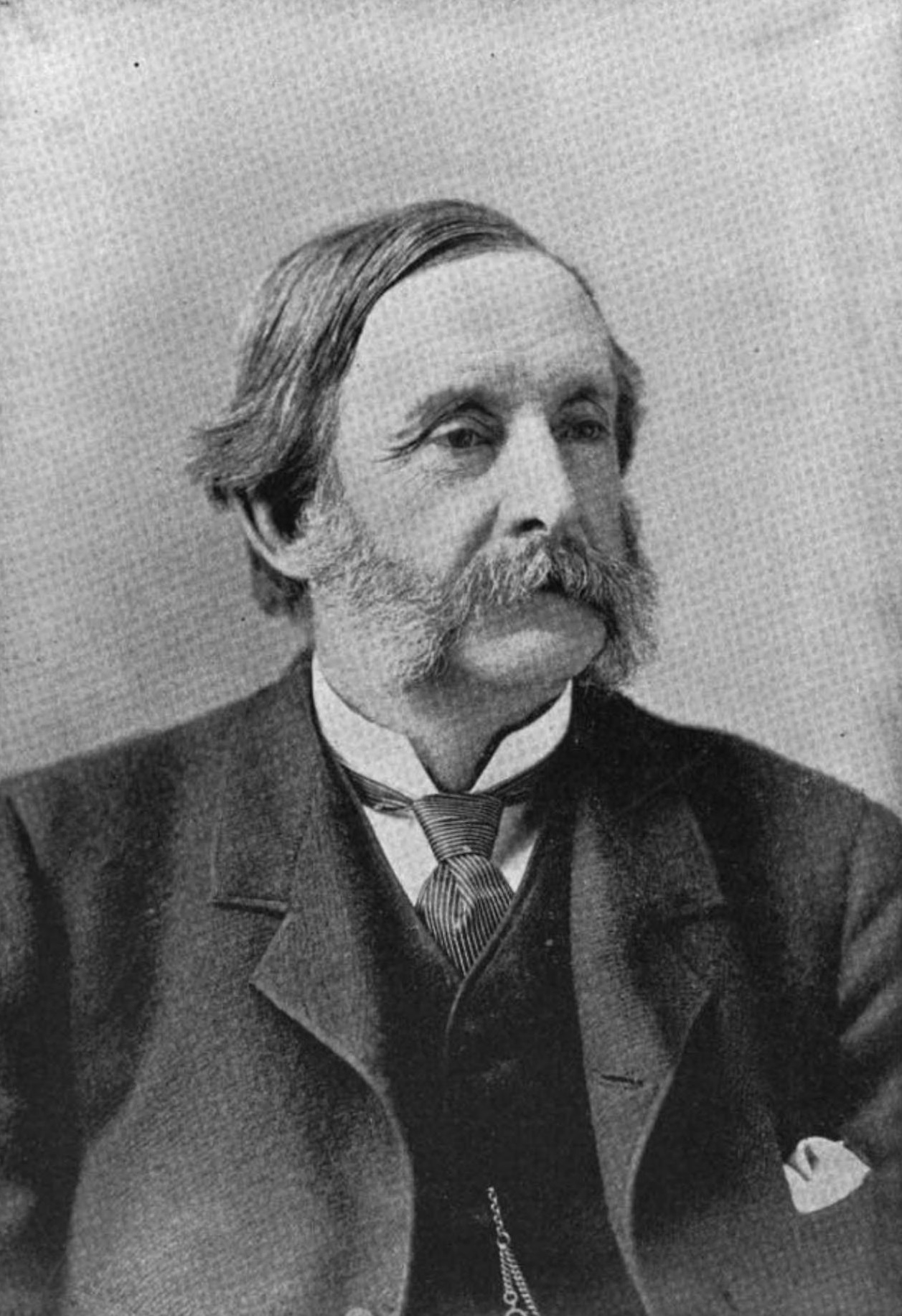
Photographie du colonel Thomas Wentworth Higginson

Quand des sudistes tentent d'attaquer des esclaves affranchis sur l'île de Saint Simons, le général David Hunter tente sans grand succès à former un régiment noir. II fait alors venir le Captain C. T. Trowbridge qui se charge de recruter des Afro-Américains et constitue le 1st South Carolina Volunteers qui est commandé à partir de novembre 1862 par le colonel Thomas Wentworth Higginson. Après la fin de la guerre, Susie Baker rejoint le 1st South Carolina Volunteers en tant que lavandière puis en tant qu'infirmière ;  le colonel Thomas Wentworth Higginson et elle commence à écrire ensemble leur expérience militaire,. 
En 1862, elle épouse Edward King, un sergent du 1st South Carolina Volunteers, devenant ainsi Susie King,. 

##### L'infirmière
Durant la guerre de Sécession, Susie King en tant qu'infirmière, fait montre d'un courage exceptionnel. Si elle n'a pas été directement au front, il demeure qu'elle sût rassembler les combattants blessés fuyant la ligne de feu et soutenir les soldats pendant les opérations chirurgicales où les anesthésiant faisaient défauts. C'est lors de cette période qu'elle fait la connaissance de Clara Barton.

##### La vie à Camp Saxton
Le 1st South Carolina Volunteers prend ses nouveaux quartiers au Camp Saxton Site (en) à proximité de la ville de Beaufort dans l'État de la Caroline du Sud. Là, Susie King est affectée à la compagnie E, l'une des dix compagnies du régiment. Elle fait partie des deux femmes incorporées au régiment.
Après la reddition de la Confederate States Army / Armée des États confédérés en 1865, le 1st South Carolina Volunteers est dissous en avril 1866.

#### La directrice d'école
Peu après Susie King son époux Edward King, partent pour Savannah. Une fois arrivée, Susie King constate qu'il n'existe aucun établissement scolaire accueillant des enfants afro-américains, aussi décide-t-elle d'ouvrir une école primaire pour ces enfants. Sa classe comprend une vingtaine d’élèves et elle  touche un forfait de 1 $ par mois pour chaque élève scolarisé,. 

#### L'ère de la reconstruction
Peu de temps après l'ouverture de son école, Edward King qui travaillait comme charpentier meurt, situation qui laisse sa veuve, alors enceinte, dans une situation financière précaire, Susie King  est obligée de faire un second travail en tant que lavandière au service d'une femme blanche pour s'en sortir et finalement doit fermer son école lorsque sa patronne part pour Boston dans le Massachusetts en 1874. Après la période dite de la Reconstruction (1865-1877), lorsque les troupes de l'armée de l'Union quittent les États du Sud, les Afro-Américains de ces États perdent peu à peu les droits acquis.

#### Boston (1874-1912)
En 1879, elle épouse en secondes noces Russell Taylor, le couple s'installe  dans le quartier du West End où habitent majoritairement des Afro-Américains.
En 1886 Susie King Taylor participe à la fondation de la section locale de Woman's Relief Corps (en), organisation dédiée aux femmes anciennes combattantes des armées  nordistes lors de la guerre de Sécession ; elle en est élue présidente en 1893.
Avec le soutien de Pauline Hopkins, Susie King Taylor obtient que la ville de Boston érige un mémorial en l'honneur des soldats afro-américains et de leurs officiers blancs qui sont tombés lors de la guerre de Sécession.

### Vie personnelle
En 1879, elle épouse en secondes noces Russell Taylor qui comme elle meurt en 1912, dix ans après avoir publié ses mémoires,.
Susie King repose au Mount Hope Cemetery (Boston) (en) aux côtés de son second époux Russell Taylor,.

## Œuvres
En 1902, elle publie ses mémoires Reminiscences of My Life in Camp, l'un des documents-clé pour comprendre la vie des soldats noirs ainsi que le lutte des esclaves fugitifs, particulièrement les femmes. Grâce à son poste d'infirmière et à ses qualités humaines, elle a pu recueillir un nombre de témoignages sur la condition des esclaves pendant la guerre.
Les manuscrits et publications de Susie Taylor font l'objet de diverses rééditions contemporaines :
- (en-US) Reminiscences of My Life in Camp With the 33D United States Colored Troops, New York, Arno Press, coll. « American Negro » (no 38) (réimpr. 2018) (1re éd. 1902), 120 p. (ISBN 9780344116469, OCLC 918279871, lire en ligne),
- (en-US) Margaret Gay Malone (dir.), The Diary of Susie King Taylor, Civil War Nurse, New York, Benchmark Books, coll. « In My Own Words » (réimpr. 2005) (1re éd. 2003), 88 p. (ISBN 9780761416487, OCLC 416179207, lire en ligne),
- (en-US) Pamela Jain Dell, Memoir of Susie King Taylor : A Civil War Nurse, North Mankato, Minnesota, Capstone Press, coll. « Fact Finders » (réimpr. 2019) (1re éd. 2017), 40 p. (ISBN 9781515733546, OCLC 955013034, lire en ligne)